# Lars Vilks

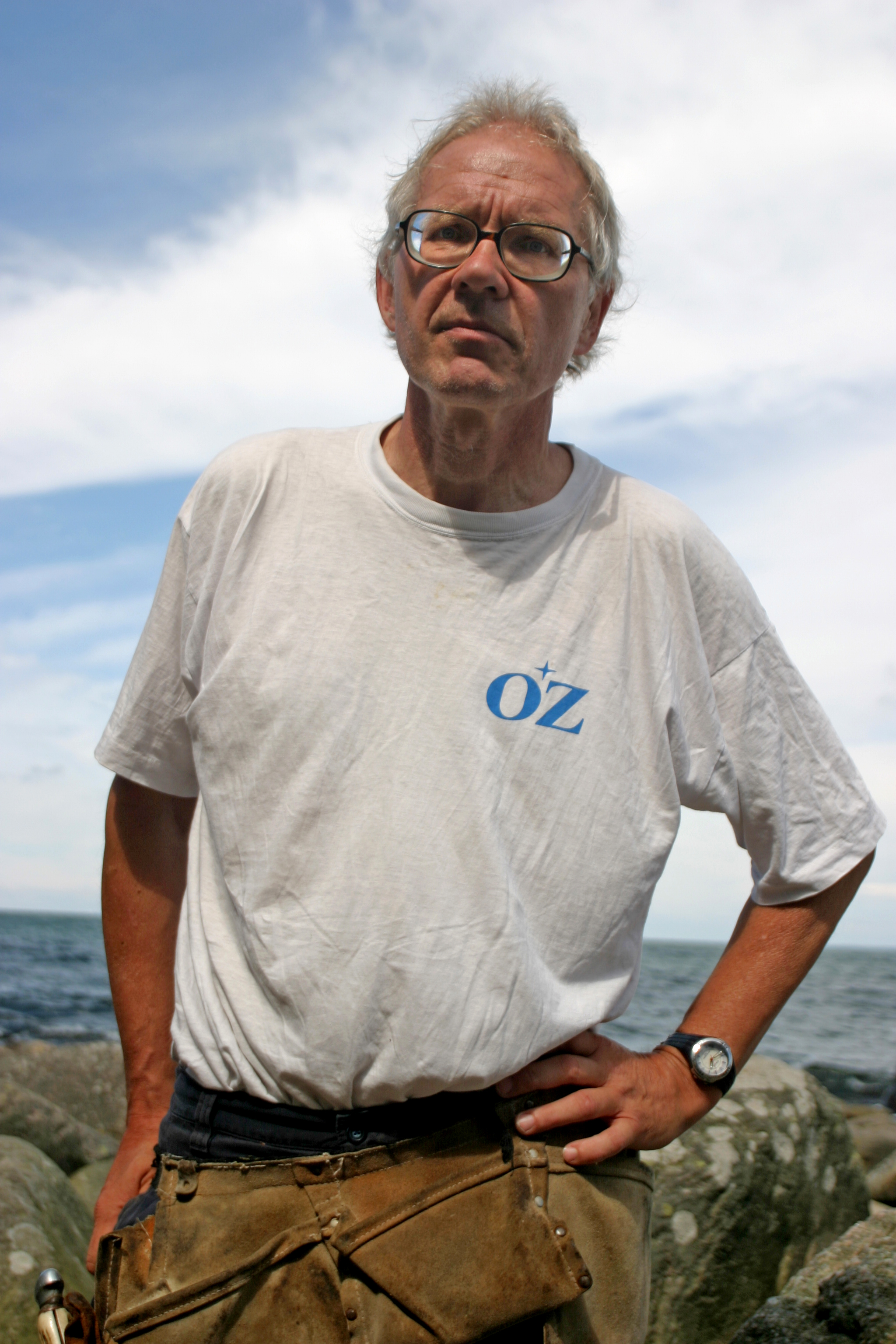
Lars Vilks (2005)

Lars Endel Roger Vilks (Aussprache [ˌlɑːʁs ˈvilːks], * 20. Juni 1946 in Helsingborg; † 3. Oktober 2021 bei Markaryd) war ein schwedischer Künstler. Er war Doktor der Kunstgeschichte und von 1997 bis 2003 Professor an der Kunst- und Designhochschule Bergen.

## Nimis und Arx
Vilks wurde 1980 als Schöpfer der Skulpturen Nimis und Arx bekannt, die sich heute im Naturschutzgebiet Kullaberg in Höganäs, Schonen, befinden. 1996 wurde das kleine Gebiet mit den Skulpturen von Vilks zu einem unabhängigen Staat namens Ladonia erklärt.

## Mohammed-Zeichnungen

### Veröffentlichung
2007 wurde Vilks zur Teilnahme an einer Ausstellung mit dem Motto Hunden i konsten („Der Hund in der Kunst“) in Tällerud, Värmland eingeladen. Vilks lieferte drei Federzeichnungen in A4, die alle den islamischen Propheten Mohammed als Rondellhund zeigen.
Am 20. Juli, dem Tag vor der Ausstellungseröffnung, entschieden sich die Organisatoren, Vilks’ Zeichnungen aus der Ausstellung zu entfernen. Die Sprecherin Märta Wennerström sagte, dass sie zunächst nicht die „Schwere der Situation erkannte“ und sich dann entschieden habe, die Zeichnungen zu entfernen, nachdem sie sich mit den schwedischen Behörden und Privatpersonen beraten hätte.
Nach dieser ersten Weigerung, die Zeichnungen zu veröffentlichen, schickte Vilks seine Zeichnungen an die Gerlesborgsskolan in Bohuslän für eine Ausstellung, die am 18. August eröffnet werden sollte. Allerdings erklärte die Schule (an der Vilks gelegentlich Dozent war), dass sie sich entschieden habe, die Zeichnungen wegen Sicherheitsbedenken nicht zu zeigen.
Am 18. August druckte die Zeitung Nerikes Allehanda in Örebro eine der Zeichnungen in einem Leitartikel über Selbstzensur und Religionsfreiheit ab.

### Folgen
Eine Woche später, am 25. August 2007, demonstrierten 60 Muslime vor dem Zeitungsbüro gegen die „Beleidigung der Muslime des Islam“. Vilks selbst bekam Morddrohungen von islamistischen Extremisten.

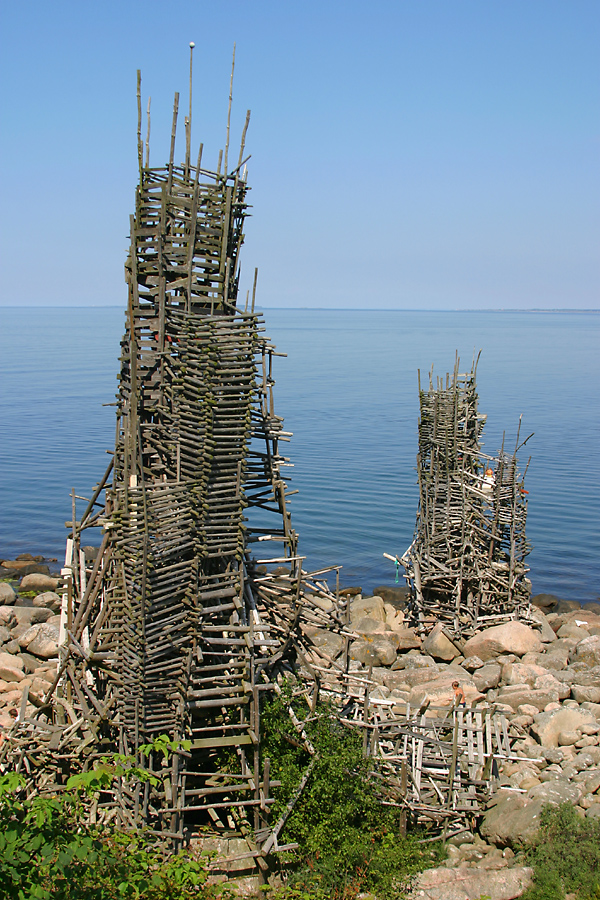
Vilks’ Holzskulptur Nimis im Naturschutzgebiet Kullaberg.

Am 27. August wurde die schwedische Geschäftsträgerin in Teheran, Gunilla von Bahr, zum iranischen Außenministerium bestellt, wo sie eine Protestnote der iranischen Regierung erhielt. Am 28. August behauptete der iranische Präsident Mahmud Ahmadineschad in einer Pressekonferenz, Zionisten würden hinter den Zeichnungen stehen.
Am 30. August schloss die damalige Regierung Pakistans sich dem iranischen Protest an. Das Außenministerium in Islamabad behauptete, unter manchen Europäern würde die Tendenz zunehmen, Meinungsfreiheit „mit der unverblümten und wohlüberlegten Beleidigung der 1,3 Milliarden Muslime in der Welt zu vermischen.“
Nach Angaben Pakistans sagte der schwedische Geschäftsträger in Islamabad, Lennart Holst, er teile „die Ansichten der muslimischen Gemeinschaft vollkommen“ und finde die Veröffentlichung vom 18. August „unglücklich“. Eine Sprecherin des schwedischen Außenministeriums sagte,  dies sei ein „Missverständnis“ seitens der Pakistanis. „Der Geschäftsträger sagte, dass es ihm leid tue, wenn die Veröffentlichung muslimische Gefühle verletzt habe.“ Holst habe der pakistanischen Seite auch erklärt, welchen hohen Stellenwert die Pressefreiheit in der Verfassung von Schweden hat.
Am 15. September gab die irakische Gruppe des Terrornetzwerks Al-Qaida Islamischer Staat im Irak per Videobotschaft bekannt, sie habe auf Lars Vilks ein Kopfgeld von 100.000 Dollar ausgesetzt: „Von heute an rufen wir alle auf, das Blut des Karikaturisten zu vergießen, der es gewagt hat, den Propheten zu entwürdigen“, hieß es in der Botschaft. „Wir erhöhen die Belohnung auf 150.000 Dollar, wenn er geschlachtet wird wie ein Lamm“. Die schwedische Polizei reagierte prompt und leistete Vilks Personenschutz.
Während einer Vorlesung an der Universität Uppsala am 11. Mai 2010 wurde Vilks von einem Zuschauer angegriffen und leicht verletzt. Im Saal brach ein Tumult aus; zwei muslimische Angreifer wurden verhaftet. Ebenfalls im Mai 2010 warfen zwei Männer Benzinflaschen auf sein Haus.
Ein nur knapp ohne verheerende Wirkung verlaufener islamistischer terroristischer Selbstmordanschlag in Stockholm am 11. Dezember 2010 wurde außer mit dem schwedischen Beitrag zur ISAF in Afghanistan mit den Mohammed-Karikaturen von Vilks „begründet“.
Im Januar 2014 wurde die US-Bürgerin Colleen LaRose (Jihad Jane) festgenommen und später zu zehn Jahren Haft verurteilt, weil sie ein islamisch motiviertes Attentat auf Vilks plante.
Am 14. Februar 2015 beging ein Islamist zwei Terroranschläge in Kopenhagen unter anderem bei einer Veranstaltung mit Vilks. Er erschoss den Filmemacher Finn Nørgaard und verletzte weitere Menschen dort. Der Attentäter wurde in der darauffolgenden Nacht nach einem ebenfalls tödlichen Anschlag auf die Große Synagoge in Kopenhagen von Polizisten nach Gegenwehr erschossen.

## Tod
Lars Vilks kam am 3. Oktober 2021 bei einem Verkehrsunfall auf der Europastraße 4 bei Markaryd ums Leben. Der gepanzerte Wagen, in dem er und zwei Personenschützer saßen, fuhr mit 160 km/h mit überhöhter Geschwindigkeit. Nach einem abrupten Bremsmanöver durchbrach er im rechten Winkel die Mittelleitplanke. Bei der Kollision mit einem entgegenkommenden Lkw starben die drei Insassen des Pkws, der Fahrer des Lastwagens überlebte schwer verletzt. Für einen Anschlag habe es laut der schwedischen Polizei bei einer Pressekonferenz am Folgetag keine Hinweise gegeben.